# تيتانوفونيوس
تيتانوفونيوس (بالإنجليزية: Titanophoneus)‏ هو جنس منقرض من ذوات الرأس الصلب من آكلات اللحوم في العصر البرمي الأوسط قبل 265 مليون سنة، وُجدت متحجراته في روسيا تبلغ طول جمجمته 80 سم، وبلغ طوله 2. 85 متر (9.4 قدم) رُغم أن البعض قد توقع بأن طوله قد يصل إلى 5 أمتار (16 قدم).

## معرض الصور

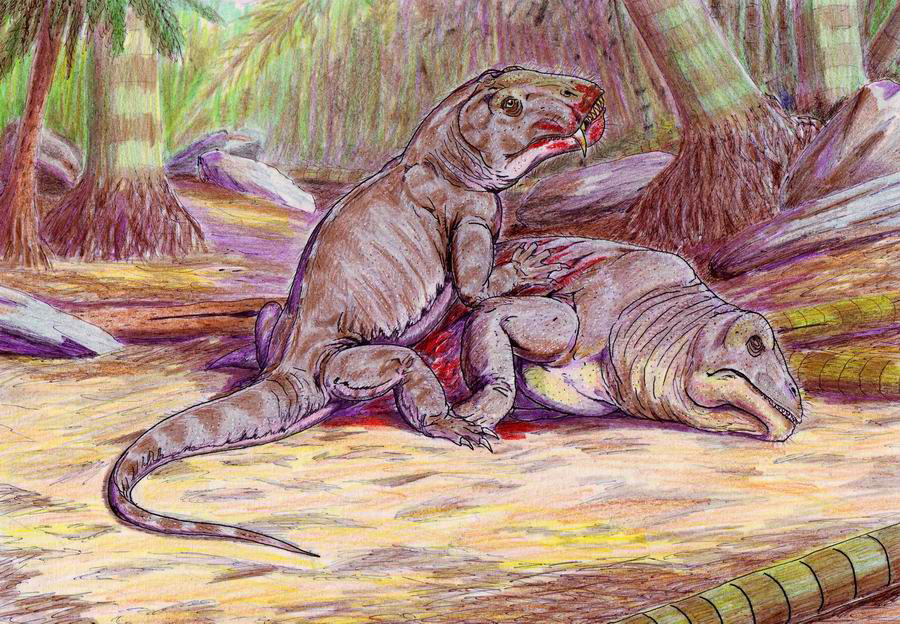
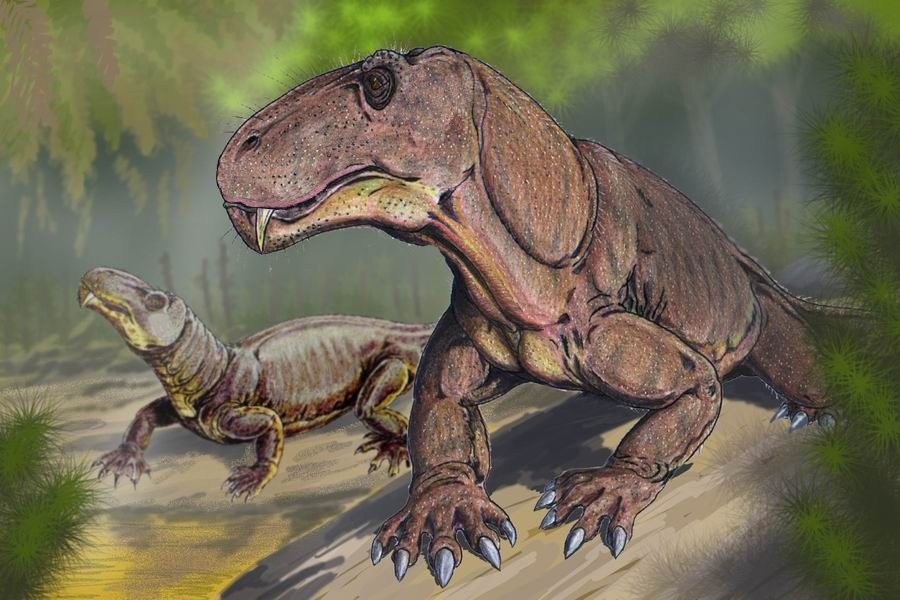
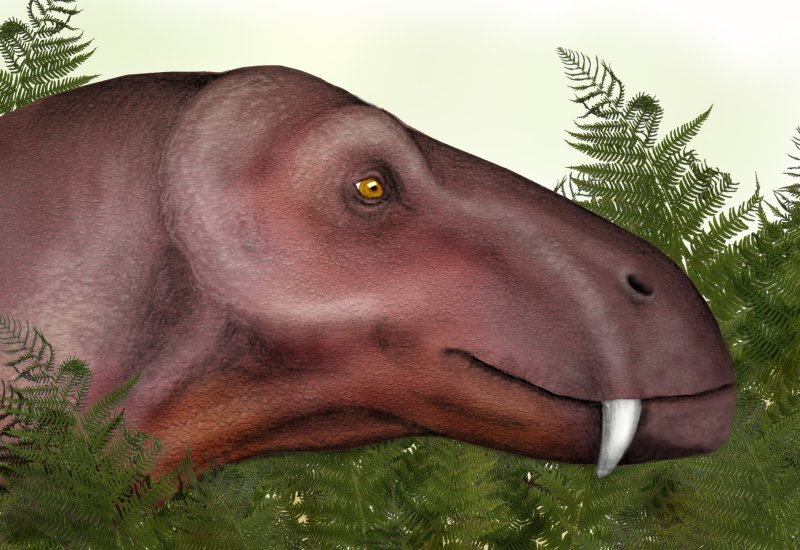
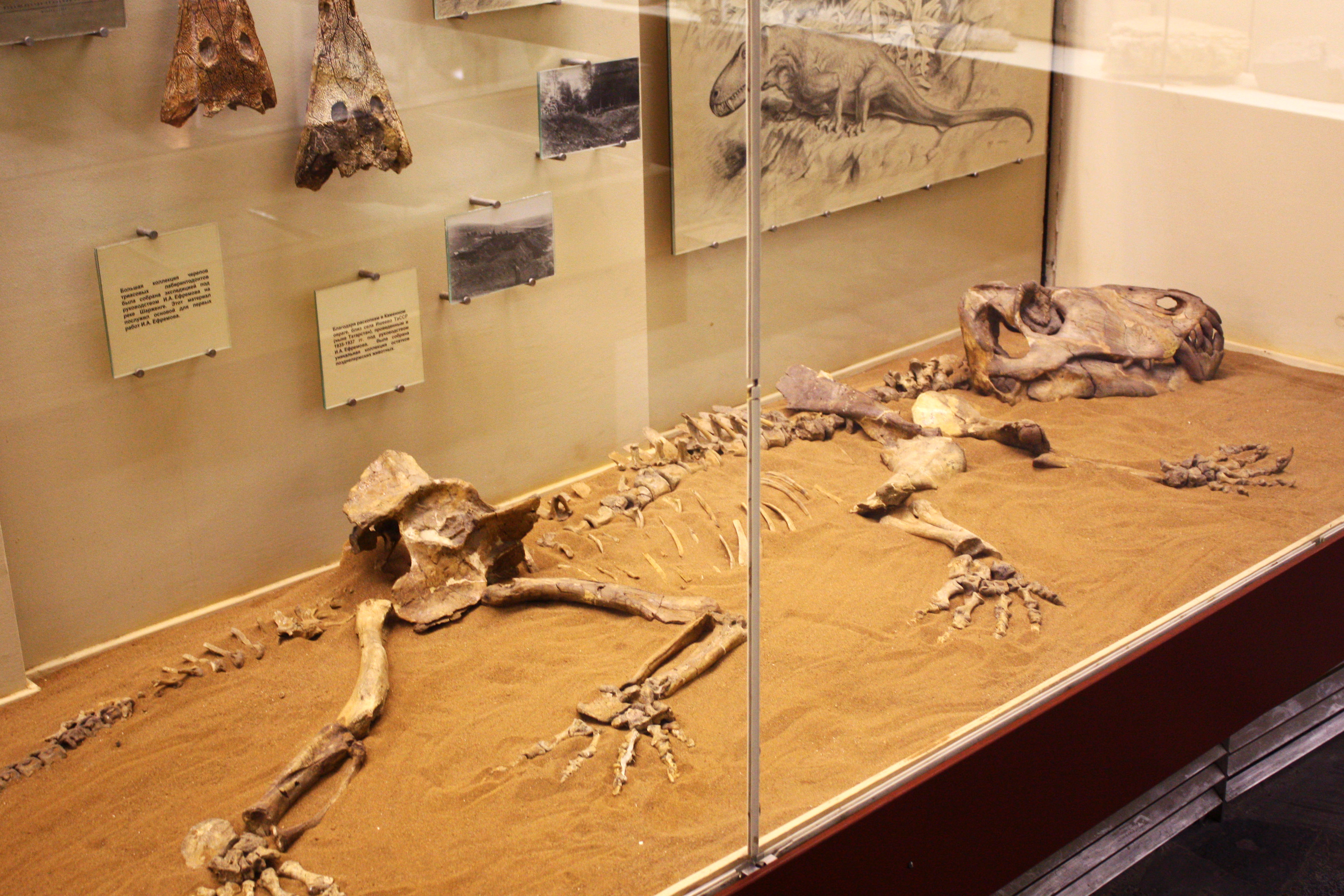
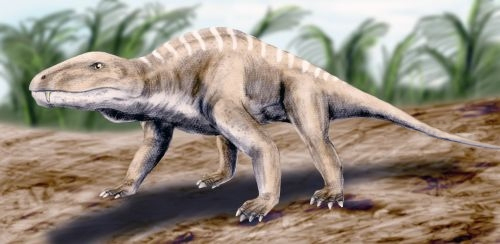